# المحزم
المحزم  مقاطعة زراعية على الصوب الغربي لنهر دجلة، شمالي مدينة تكريت وجنوبي مدينة بيجي في محافظة صلاح الدين في وسط شمال العراق. تجاورها شمالاً قرية الحمرة وجنوباً قرية الخنك، والمحزم شمالي مدينة تكريت بمسافة 9 كيلومترات تقريباً، وشمالي جامعة تكريت وبينهما 5 كيلومترات. في المحزم 11218 ساكناً، ومساحتها 8846 دونماً، وفقاً لوزارة الزراعة وللجهاز المركزي للإحصاء سنة 2010.